# Coleophora miserella
Coleophora miserella é uma espécie de mariposa do gênero Coleophora pertencente à família Coleophoridae.